# Населённые пункты Островов Святой Елены, Вознесения и Тристан-да-Кунья
Это список населённых пунктов на Островах Святой Елены, Вознесения и Тристан-да-Кунья, состоящий из острова Святой Елены, острова Вознесения и островов Тристан-да-Кунья.

## Остров Вознесения
| Населённый пункт | Примечания                                                         | Население, перепись 2008 г. |
| ---------------- | ------------------------------------------------------------------ | --------------------------- |
| Джорджтаун       | Главное гражданское поселение на Острове Вознесения и его столица. | 450                         |
| Ту-Ботс          | Гражданская деревня с островной школой.                            | 110                         |
| Кэт-Хилл         | Основная военная база Соединенных Штатов на острове.               | 210                         |
| Травеллерс-Хилл  | Королевский военно-воздушный лагерь.                               | 170                         |

## Остров Святой Елены

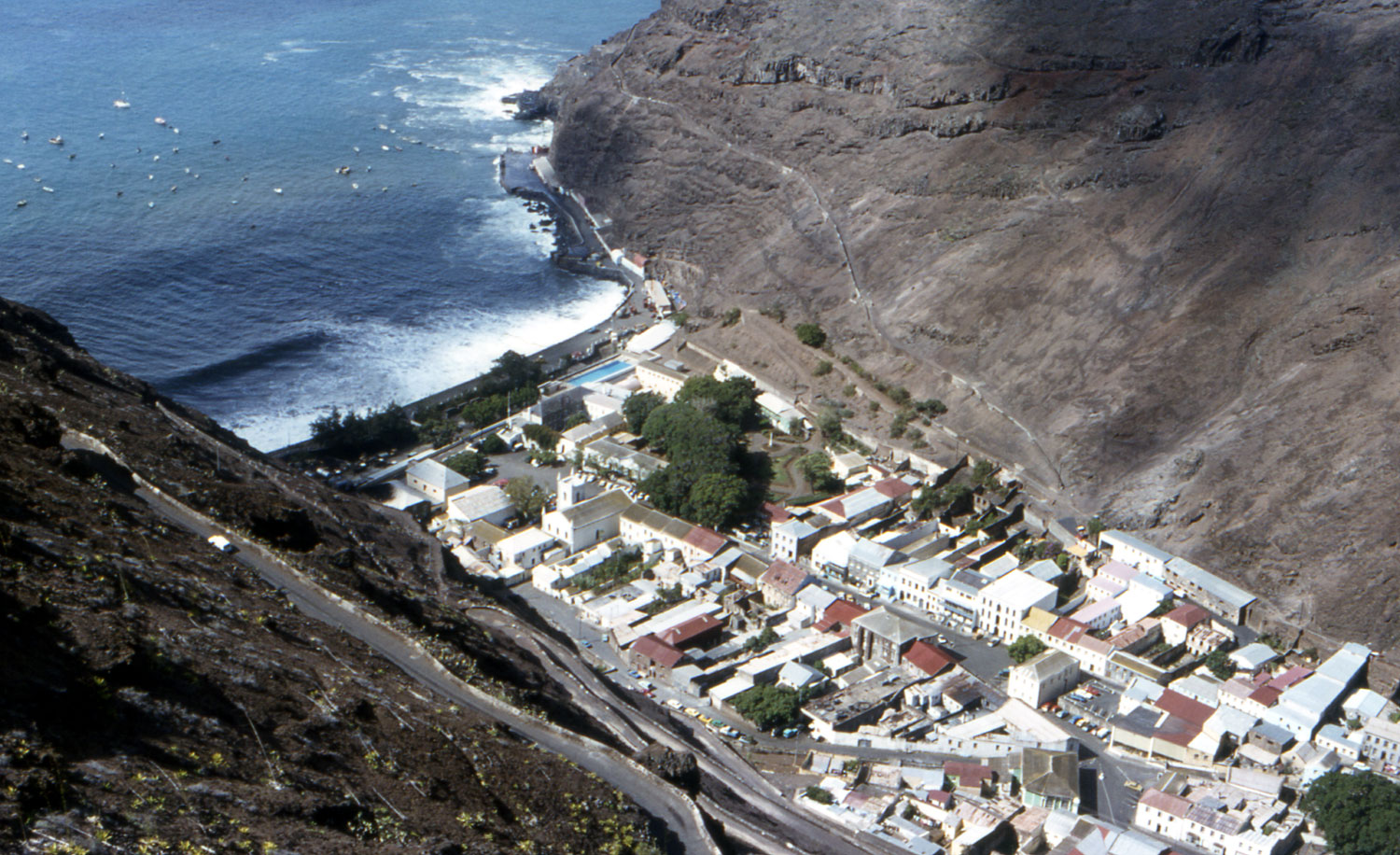
Вид на Джеймстаун.

| Населённый пункт | Примечания |
| ---------------- | --- |
| Джеймстаун       | Джеймстаун — столица острова Святой Елены и территории Святой Елены, острова Вознесения и островов Тристана-да-Кунья. Также он официально является городом. |
| Хейтаун          | Небольшой поселок, расположенный в районе Джеймстауна, в долине Руперта.                                                                                    |
| Хаф-Три-Холлоу   | Хаф-Три-Холлоу — самый густонаселенный посёлок на острове Святой Елены; изначально был пригородом Джеймстауна.                                              |
| Ладдер-Хилл      | Старое поселение в районе Хаф-Три-Холлоу, на вершине лестницы Джейкоба.                                                                                     |
| Сент-Полс        | Расположение резиденции губернатора и англиканского собора.                                                                                                 |
| Брайарс-Виллидж  | Часть района Аларм-Форест; пригород Джеймстауна. |
| Баррен-Граунд    | Часть района Блу-Хилл. |
| Бродботтом       | Часть района Блу-Хилл. |
| Блу-Хилл-Виллидж | |
| Левелвуд         | |
| Лонгвуд          | |
| Хаттс-Гейт       | Находится в районе Лонгвуд. |
| Бамбу-Хедж       | Главный поселок района Сэнди Бэй. |
| Нью-Граунд       | В районе Сент-Полс. |
| Томпсон-Хилл     | В районе Сент-Полс. |

## Тристан-да-Кунья
| Населённый пункт | Другое название                         | Примечания                                                       | Население, перепись 2016 г. |
| ---------------- | --------------------------------------- | ---------------------------------------------------------------- | --------------------------- |
| Эдинбург         | Поселение Эдинбург, Эдинбург Семи Морей | Столица Тристана-да-Куньи, единственное поселение на архипелаге† | 293                         |

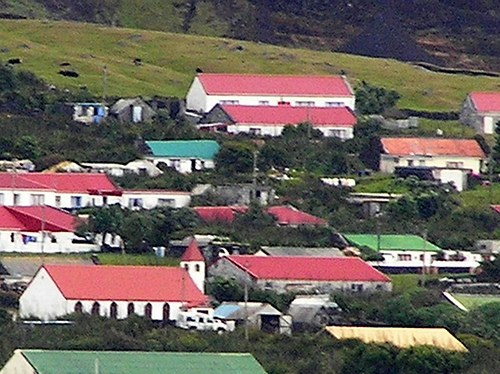
Эдинбург

† хотя на острове Гоф существует метеорологическая станция.